# Mauro Blanco
Mauro Blanco Salvador (San José de Pocitos, 25 de noviembre de 1967) es un exfutbolista y entrenador boliviano. En su etapa como jugador se desempeñó como centrocampista.

## Selección nacional
Debutó con la selección de Bolivia el 23 de marzo de 1997 en la victoria sobre Haití por 9-0.
Ese año quedó seleccionado en la lista final de jugadores que disputarían la Copa América 1997 en Bolivia. Debutaría en esta competición el 15 de junio en la victoria 2-0 ante Perú. Además jugaría como titular en las semifinales ante México, con resultado de victoria 1-0.

#### Participaciones en la Copa América
| Torneo            | Sede    | Resultado  | Partidos | Goles |
| ----------------- | ------- | ---------- | -------- | ----- |
| Copa América 1997 | Bolivia | Subcampeón | 2        | 0     |

## Clubes

### Como entrenador
| Club                | País    | Año  |
| ------------------- | ------- | ---- |
| Universidad Cruceña | Bolivia | 2008 |
| Sport Boys          | Bolivia | 2019 |

## Palmarés

### Como jugador
Títulos nacionales
| Título             | Club     | Año  |
| ------------------ | -------- | ---- |
| Primera División   | Blooming | 1998 |
| Copa Simón Bolívar | San José | 2001 |